# Parochiekerk Altenkirchen
De protestantse parochiekerk van Altenkirchen (Duits: Pfarrkirche zu Altenkirchen) is een van de oudste kerkgebouwen op het eiland Rügen. Het gebouw werd in romaanse stijl van baksteen opgetrokken. Samen met de Sint-Pauluskerk in het dorpje Bobbin en enkele kapellen vormt de parochiekerk de kerkelijke gemeente, die sinds 2012 tot de proosdij Stralsund in de Evangelisch-Lutherse Kerk in Noord-Duitsland behoort.

## Geschiedenis
Voor de bouw van de kerk zou de plaats een slavische grafheuvel geweest zijn. Al snel na de kerstening van het gebied richtten Deense bouwers vanaf het jaar 1168 een kerk op. Het betrof een drieschepige romaanse basiliek. Daarmee behoort de kerk samen met de Mariakerk van Bergen tot de oudste kerken op het eiland. De apsis en het koor werden omstreeks het jaar 1200 voltooid. In de gotische periode werd de kerk van een kruisribgewelf voorzien.
De vrijstaande klokkenstoel dateert uit de 17e eeuw.

## Inrichting
Het doopvont werd omstreeks 1240 van Gotlandse kalksteen gemaakt. De vier hoofden aan de zijkant van het vont symboliseren de vier rivieren van het paradijs: de Pison, de Gichon, de Eufraat en de Tigris. Het triomfkruis is het op een na oudste kunstwerk van de kerk en stamt uit de 14e eeuw; het werd in 1979 gerestaureerd.
Het altaar uit 1724 is in barokke stijl gemaakt in het atelier van Elias Keßler uit Stralsund. Het altaarschilderij van 1863 toont een over het water lopende Christus die een zinkende Petrus een reddende hand biedt (naar Matteüs 14:22-33). Eveneens barok is de orgelkas uit 1750.
In de sacristie van de kerk is een zogenaamde priestersteen of svantovitsteen ingemetseld. De steen is op gekantelde positie ingemetseld en toont een persoon met een grote drinkhoorn. Er bestaan verschillende duidingen over deze steen. Zeer waarschijnlijk dateert de steen van voor de kerstening in 1168. Het zou de slavische god Svantovit voorstellen. Er zijn talloze schriftelijke en archeologische bewijzen dat de cultus rond Svantovit sterk op het eiland werd beleefd en slechts Svantovit had het recht om versierde drinkhoorn aan te raken. Een andere mogelijkheid is dat de steen de grafsteen van de prins Tetzlav is, aan wie na de Deense verovering het schiereiland Wittow werd toebedeeld. Voorts wordt aangenomen dat de gekantelde positie van de steen de superioriteit van het christendom over de oude cultus moest bevestigen.

## Orgel
De barokke orgelkas werd in 1750 gemaakt en werd in 1789, samen met het orgel, in de kerk van Altenkirchen geïnstalleerd. Van het oorspronkelijke orgel bleven de orgelkas en slechts delen van een register bewaard. Achter de oude orgelkas werden in resp. 1875 en 1971 door de firma Böhn uit Gotha nieuwe orgels gebouwd.